# Days Go By (álbum)
Days Go By é o nono álbum de estúdio da banda estadunidense The Offspring, lançado em 25 de junho de 2012 pela gravadora Columbia Records.
A banda começou a trabalhar no álbum em 2009, enquanto o grupo continuava em turnê e gravava novo material, planejando lançá-lo em 2010, mas tal lançamento foi adiado várias vezes. O processo de composição e de gravação durou três anos revezando entre os estúdios do Havaí e da Califórnia, sendo concluído em março de 2012.
| Críticas profissionais                                                      | Críticas profissionais |
| Avaliações da crítica                                                       | Avaliações da crítica  |
| Fonte                                                                       | Avaliação              |
| --------------------------------------------------------------------------- | ---------------------- |
| allmusic                                                                    | [ 2 ]                  |
| Ultimate Guitar                                                             | 8.3/10                 |
| Esta tabela precisa de ser acompanhada por texto em prosa. Consulte o guia. |                        |

## Faixas[9][10]
1. "The Future Is Now" – 4:08
2. "Secrets from the Underground" – 3:09
3. "Days Go By" – 4:01
4. "Turning into You" – 3:41
5. "Hurting as One" – 2:49
6. "Cruising California (Bumpin' in My Trunk)" – 3:30
7. "All I Have Left Is You" – 5:18
8. "OC Guns" – 4:07
9. "Dirty Magic" – 4:00
10. "I Wanna Secret Family (With You)" – 3:01
11. "Dividing by Zero" – 2:22
12. "Slim Pickens Does the Right Thing and Rides the Bomb to Hell" – 2:35

## Ficha técnica[5]

### Banda
- Dexter Holland – Vocal e guitarra rítmica
- Noodles – Guitarra líder e vocal de apoio
- Greg K. – Baixo e vocal de apoio
- Pete Parada – Bateria e percussão (nas faixas 4, 9, 11 e 12)

### Músicos adicionais
- Josh Freese – Bateria (nas faixas 1—3, 5—8 e 10)
- Todd Morse – Vocal de apoio
- Jamie Edwards – Teclado (nas faixas 1, 3, 6 e 7)
- Jon Berry – Vocal de apoio (na faixa 2)
- Dani and Lizzy – Vocais (na faixa 6)
- Mariachi Sol de Mexico de Jose Hernandez – Banda Mariachi (na faixa 8)
- Carlos Gomez – Guitarra Mariachi adicional (na faixa 8)
- Ronnie King – Teclado (na faixa 8)
- DJ Trust – Turntables (na faixa 8)